# Rok Perko
Rok Perko, né le 16 juillet 1985 à Kranj, est un skieur alpin slovène, spécialiste des épreuves de vitesse (descente et super G). 

## Biographie
Il s'est notamment illustré en junior avec un titre mondial en descente et une médaille d'argent en super G en 2005. Perko obtient sa première victoire en Coupe d'Europe en 2008 en descente à Chamonix. Toutefois, son éclosion en Coupe du monde a été tardive, ce n'est que lors de la saison 2012-2013 qu'il parvient à monter sur son unique podium en descente à Val Gardena en prenant la deuxième place derrière Steven Nyman. Le Slovène prend part aussi aux Championnats du monde en 2007, 2009, 2011, 2013 et 2017, obtenant comme meilleur résultat une 19e place en descente en 2013 à Schladming.
Aux Jeux olympiques d'hiver de 2010, à Vancouver il est 14e de la descente. Il s'agit de sa seule course olympique en carrière.
Il prend sa retraite sportive en 2018.

## Palmarès

### Jeux olympiques d'hiver
| Épreuve / Édition | Descente |
| JO 2010 Vancouver | 14e      |

### Championnats du monde
| Épreuve / Édition          | Descente | Super G | Slalom géant | Slalom | Combiné |
| Mondiaux 2007 Åre          | Abandon  | Abandon | Abandon      | —      | —       |
| Mondiaux 2009 Val d'Isère  | 22e      | Abandon | —            | —      | Abandon |
| Mondiaux 2011 Garmisch     | 19e      | —       | —            | —      | —       |
| Mondiaux 2013 Schladming   | —        | 35e     | —            | —      | —       |
| Mondiaux 2017 Saint-Moritz | 38e      | —       | —            | —      | —       |

Légende :
- — : Rok Perko n'a pas participé à cette épreuve

### Coupe du monde
- Meilleur classement général : 54e en 2013.
- 1 podium.

| Saison / Épreuve | Saison / Épreuve | Général | Général | Descente | Descente | Slalom | Slalom | Slalom géant | Slalom géant | Super G | Super G | Combiné | Combiné |
| ---------------- | ---------------- | ------- | ------- | -------- | -------- | ------ | ------ | ------------ | ------------ | ------- | ------- | ------- | ------- |
| Saison / Épreuve | Saison / Épreuve | Class.  | Points  | Class.   | Points   | Class. | Points | Class.       | Points       | Class.  | Points  | Class.  | Points  |
| 2006             | 2006             | 134e    | 2       | -        | -        | -      | -      | -            | -            | -       | -       | 51e     | 2       |
| 2007             | 2007             | 130e    | 11      | 51e      | 11       | -      | -      | -            | -            | -       | -       | -       | -       |
| 2008             | 2008             | 122e    | 19      | 50e      | 9        | -      | -      | -            | -            | -       | -       | 44e     | 10      |
| 2009             | 2009             | 98e     | 38      | 38e      | 35       | -      | -      | -            | -            | 49e     | 3       | -       | -       |
| 2010             | 2010             | 92e     | 42      | 33e      | 41       | -      | -      | -            | -            | 58e     | 1       | -       | -       |
| 2011             | 2011             | 150e    | 8       | 56e      | 8        | -      | -      | -            | -            | -       | -       | -       | -       |
| 2012             | 2012             | 110e    | 22      | 51e      | 1        | -      | -      | -            | -            | 41e     | 21      | -       | -       |
| 2013             | 2013             | 54e     | 138     | 16e      | 120      | -      | -      | -            | -            | 36e     | 18      | -       | -       |
| 2014             | 2014             | 109e    | 22      | 47e      | 10       | -      | -      | -            | -            | 40e     | 12      | -       | -       |

### Championnats du monde junior
Rok Perko a très tôt été sélectionné en équipe de Slovénie junior au point de disputer quatre éditions des Championnats du monde junior. Il se révèle en 2005 en s'emparant du titre mondial en descente succédant à Romed Baumann et une médaille d'argent en super G.
| Épreuve / Édition             | Descente | Super G | Slalom géant | Slalom  | Combiné |
| Mondiaux 2002 Italie          | 37e      | 43e     | —            | —       | —       |
| Mondiaux 2003 Serre Chevalier | 15e      | 43e     | Abandon      | 33e     | —       |
| Mondiaux 2004 Slovénie        | 5e       | Abandon | Abandon      | Abandon | —       |
| Mondiaux 2005 Bardonecchia    | Or       | Argent  | 12e          | Abandon | —       |

### Coupe d'Europe
- Vainqueur du classement de la descente en 2008.
- 5 podiums dont 2 victoires (1 en descente et 1 en super G).

### Championnats de Slovénie
- Champion de la descente en 2006 et 2009.
- Champion du super G en 2008, 2009 et 2013.
- Champion du slalom géant en 2009.